# Vuelta Abajo

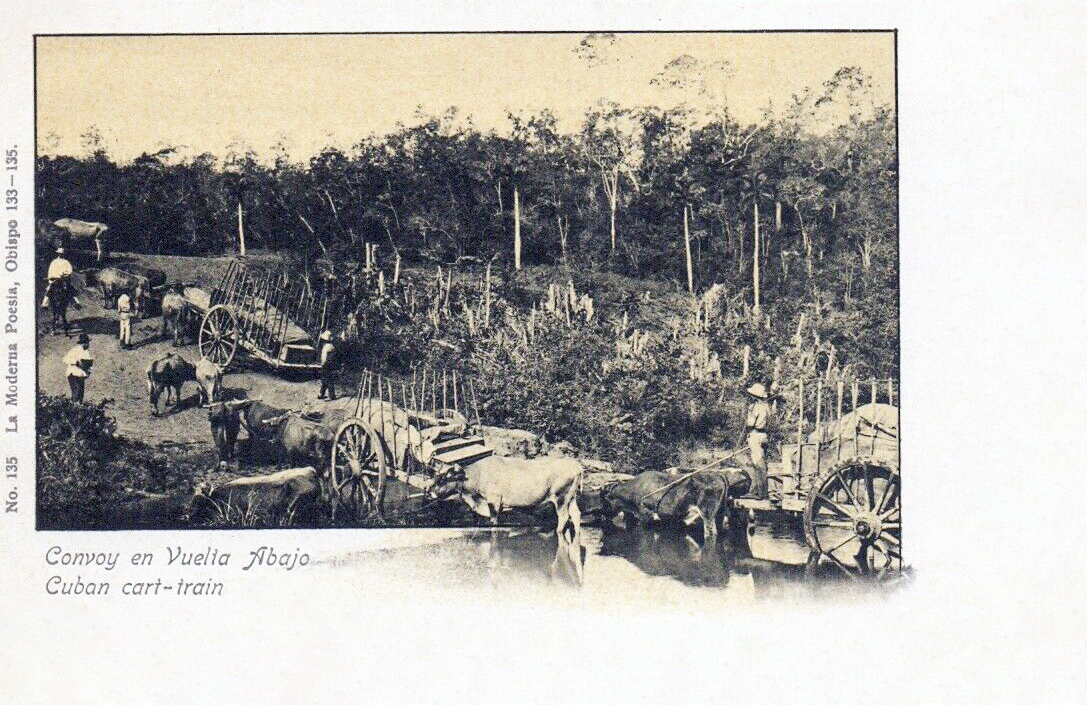
Convoi dans la région de Vuelta Abajo, carte postale vers 1903

Vuelta Abajo (ou Vueltabajo) est une région située dans la partie ouest de Cuba entre Pinar del Río, San Juan y Martínez et San Luis.
Sa production de tabac est de renommée mondiale.

## Situation
La région de Vuelta Abajo s'étend, selon Dambaugh, d'environ 50 km d'est en ouest et 15 km du nord au sud ; sa limite nord est la vallée de Viñales (incluse, avec Viñales à 28 km au nord de Pinar del Río) et Pinar del Río est à la pointe sud. Mais cette délimitation est un peu trop réduite car deux autres villes bien connues de cette région sont San Juan y Martínez à environ 25 km au sud-est de Pinal del Río, et San Luis à environ 8 km à l'est de San Juan y Martínez, ainsi que Consolacion del Sur (25 km au nord-est de Pinar del Río),.

## Pédologie
Le sol est un mélange de sable, limon et argile, et les sous-sols sont bien drainés.

## Production de tabac

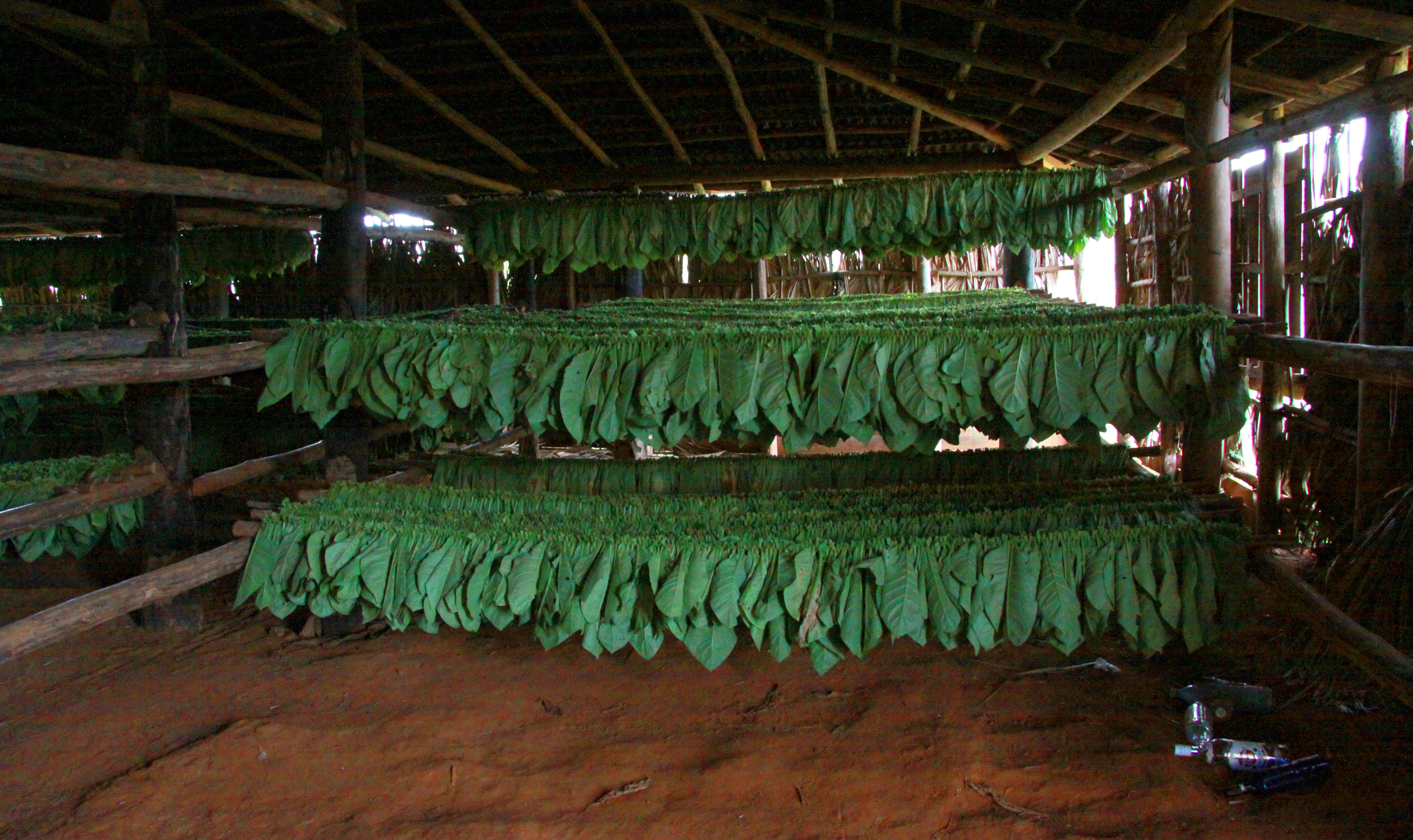
Séchoir à tabac,
Viñales

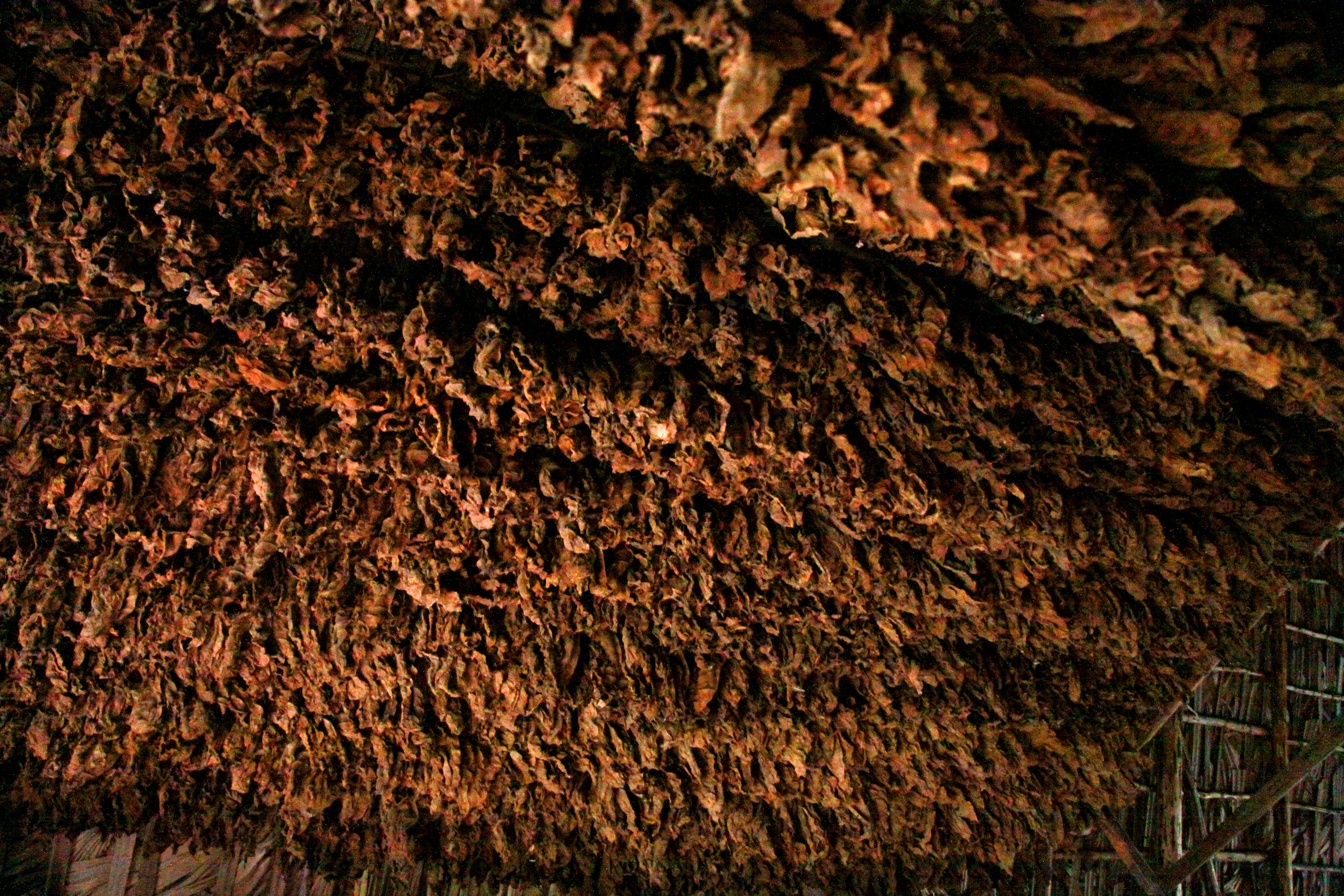
Séchoir à tabac,
Viñales

Vuelta Abajo est l'une des cinq régions de l'île de Cuba où pousse le tabac cubain, renommé dans le monde entier, ; et c'est là que pousse le tabac de la plus haute qualité. C'est aussi la seule région où sont produits les trois principaux types de feuilles de tabac : tabac à remplir, tabac à envelopper et tabac à lier, et la seule qui produise le tabac à lier pour les Long Filler Habanos. Le fameux Corojo est né à Vuelta Abajo dans les années 1930, à la plantation nommée El Corojo près de San Juan y Martínez (il n'est plus produit à Cuba de nos jours).
Topographiquement, la région est divisée en six sous-régions ou districts : Costa Norte (côte nord), Costa Sur (côte sud), Lomas (collines), Llano (plaines), Remates et Guanem. Le district le plus renommé pour son tabac est Llano, qui inclut les municipalités de San Juan y Martínez, San Luis, Viñales, Guane et Consolacion del Sur (province of Pinar del Río). Cette région produit du tabac à envelopper (qui est abrité du soleil généralement par des tissus légers) et du tabac à l'air libre (sans abri du soleil). Dans la région, le tabac produit sous tissu a ses feuilles cueillies une par une ; celui produit à l'air libre peut, selon l'emploi qu'il est prévu d'en faire, être cueilli de la même façon ou bien la tige entière peut être coupée et les feuilles sèchent sur tige. On y trouve des champs de tabac entourés de haies (coupe-vent), dits encallados, couverts ou non de tissu ou de feuilles de palmier.

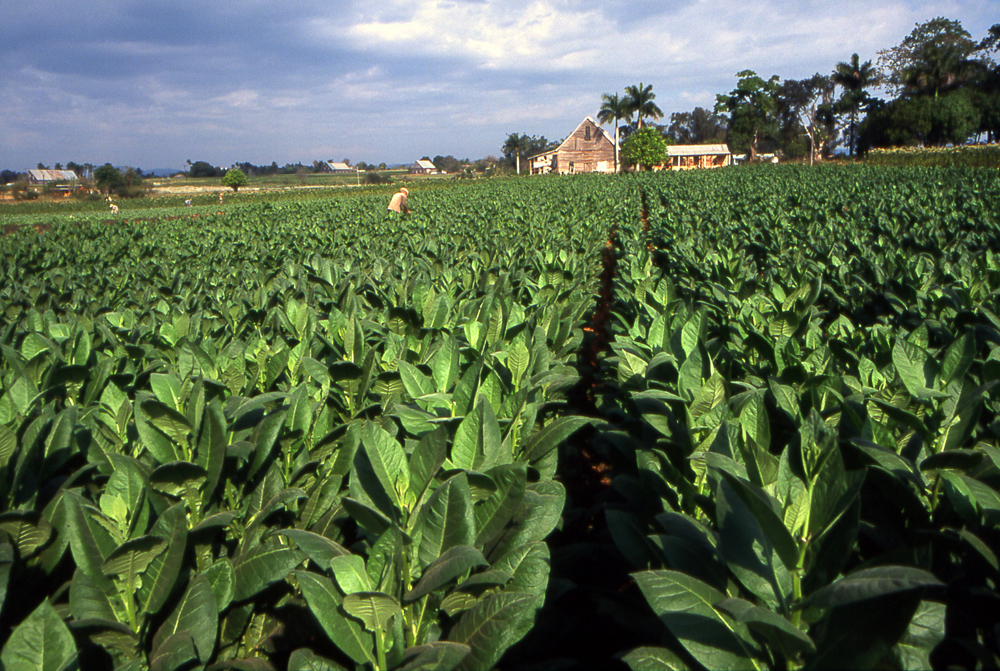
Plantation de tabac, Pinar del Río
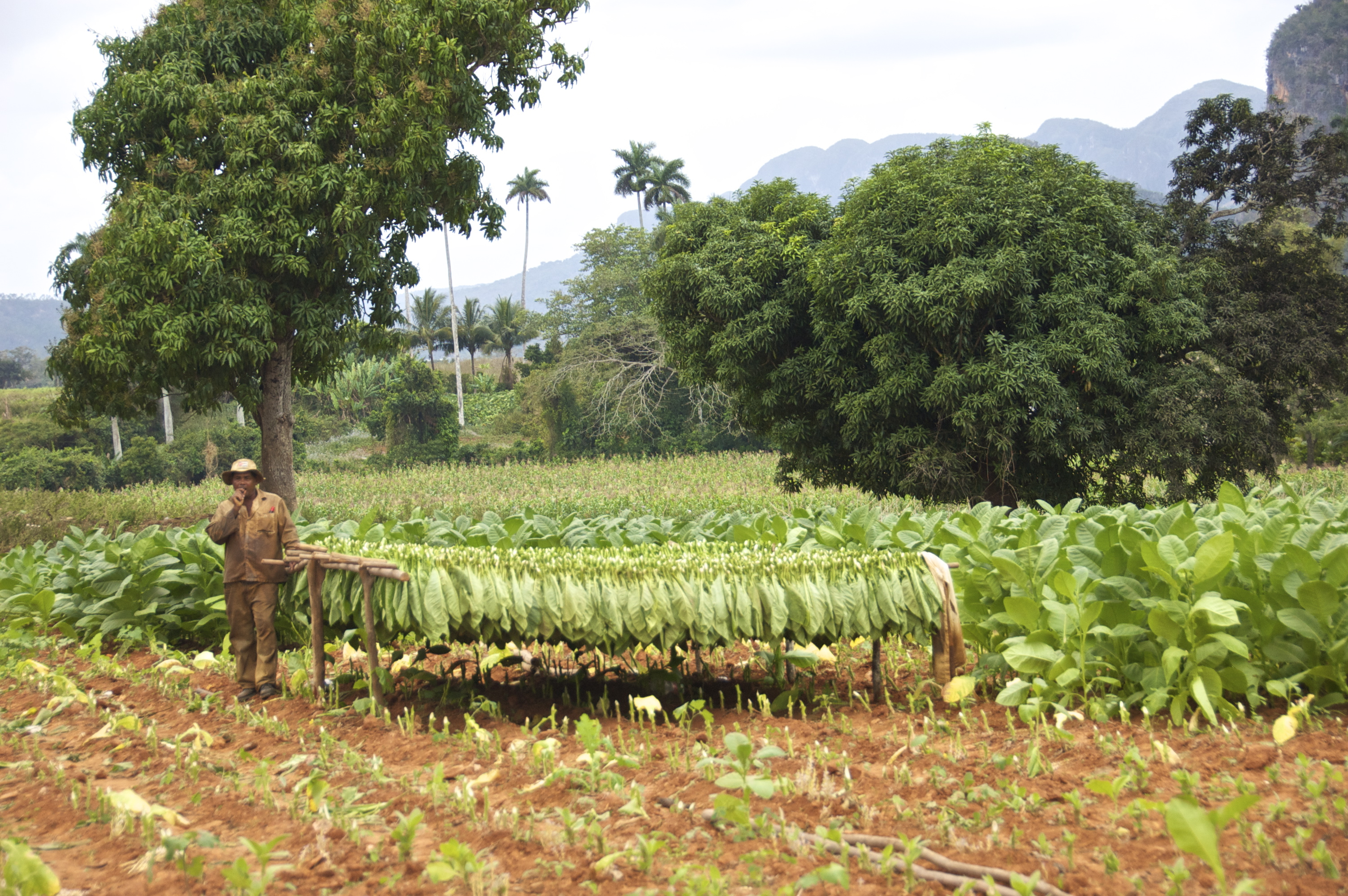
Plantation de tabac, Viñales
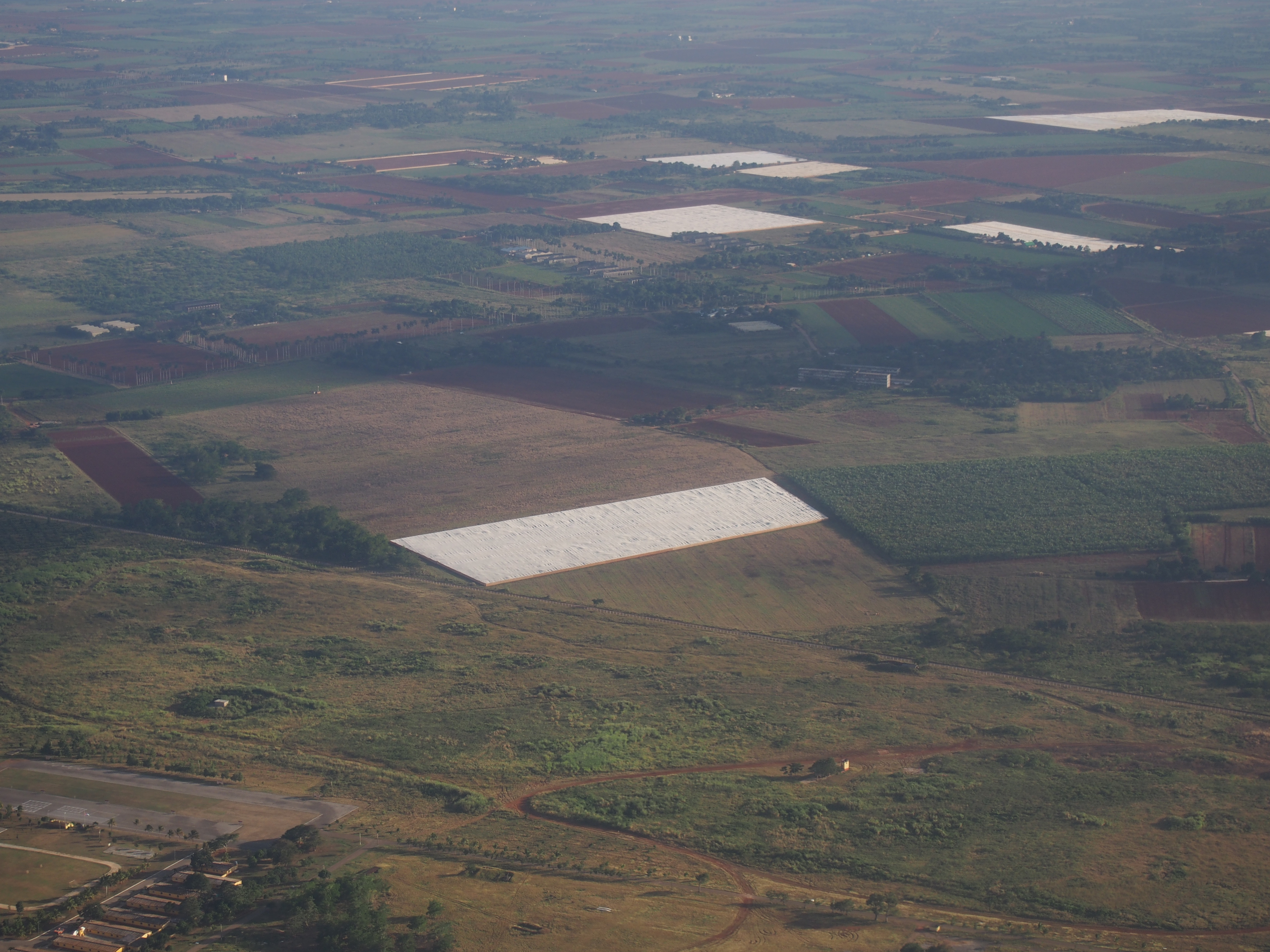
Quelques champs de tabac recouverts, à l'est de Vuelta Abajo

Vuelta Abajo, Pinar del Rio, San Juan y Martínez, San Luis (et Partido) sont des Dénominations d'Origine reconnues par la Commission des Regulatory Council for the Protected Dénominations d'Origine Protégée (Denominación de Origen Protegida, D.O.P.).
La Commission nationale de défense du tabac (Comisión Nacional de Propaganda y Defensa del Tabaco Habano) et la station nationale de recherche sur le tabac se trouvent toutes deux à San Juan y Martinez.
Les marques de cigare suivantes contiennent du tabac récolté dans la Vuelta Abajo :
- José L Piedra[4]
- Cohiba, tabac produit dans deux districts dont San Luis[4]
- Hoyo de Monterrey
- Vegas Robaina

L'ouragan Ian qui est passé sur la région le 27 septembre 2022 a fait de tels dégâts qu'il faudra de 8 à 10 ans pour retrouver le niveau de production antérieur.